# Dragon Rouge
Dragon Rouge (Dragón Rojo en francés), también conocido como la Ordo Draconis et Atri Adamantis, es una orden mágica fundada la noche de año nuevo de 1989 en Suecia. Sus miembros estudian el ocultismo desde una perspectiva práctica, y exploran la magia oscura a través de sus diferentes manifestaciones. Dragon Rouge tiene 7 logias: 4 en Suecia (incluyendo la logia madre), una en Italia, otra en México y una en Grecia.

## La Orden
Dragon Rouge lleva a cabo ceremonias, prácticas mágicas en conjunto, noches de estudio y conferencias con expositores invitados. Los miembros viajan a lugares considerados como cargados de poder mágico, como los túmulos de rocas en Suecia o el Externsteine en Alemania. Para los miembros iniciados también se llevan a cabo noches de discusión filosófica, cenas y otras festividades.
La Orden es financiada por una membresía anual y donaciones.

## Cultura
Culturalmente, los miembros de Dragon Rouge están interesados en el lado oscuro, en sus diferentes formas de expresión. Los miembros creen que a través de la exploración del lado oscuro de la existencia, el hombre puede llegar a tener una existencia más completa. Entre los miembros de Dragon Rouge hay numerosos músicos, pintores y escritores. Musicalmente, Richard Wagner y sus óperas mitológicas son importantes para la orden, pero también la música moderna como el metal y la música ambiental. Músicos como Christofer Johnsson de Therion y Tommie Eriksson de Saturnalia Temple, son miembros de la orden. Thomas Karlsson, fundador de la orden, es también un autor de libros sobre ocultismo, y ha escrito la mayoría de las letras de Therion desde 1998.

## Filosofía
La filosofía de la orden está basada en el camino de la mano izquierda (left-hand path) y su ideología. El objetivo de Dragon Rouge es la Apoteosis o divinización del adepto a través del estudio y el trabajo progresivos que representan los distintos grados iniciáticos. El material de estudio está dividido según los grados, con ciertos textos considerados como básicos. Algunos de estos textos son: Kabbala, kliffot och den goetiska magin (traducido al inglés, alemán, italiano y español), Uthark - Nightside of the runes (traducido al alemán), Adulrunan och den götiska kabbalan (traducido al alemán e italiano) y Astrala resor, ut ur kroppen (traducido al alemán), todos escritos por Thomas Karlsson. Algunos otros autores relacionados con Dragon Rouge son Tommie Eriksson, autor de Mörk Magi.
Entre los escritores mágicos estudiados están Carlos Castaneda, Julius Evola y Kenneth Grant. Los miembros de Dragon Rouge deben leer textos de filósofos clásicos como Heráclito, Platón y Plotino, así como pensadores contemporáneos como Nietzsche, Heidegger y Henri Bergson.

## Psicología
Una de las ideas principales de Dragon Rouge, es que actualmente el hombre sólo usa una fracción de su capacidad. La orden cree que a través de la práctica del ocultismo, es posible acceder con los lados ocultos que no son utilizados. Los trabajos del psicólogo suizo Carl Jung son importantes para Dragon Rouge. También se estudia la parapsicología y se realizan experimentos de este tipo.

## Iniciación

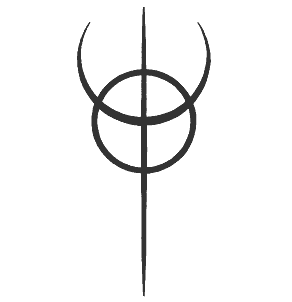
Clavicula Nox, uno de los símbolos de Dragon Rouge

Las iniciaciones no son ceremonias formales, pero se logran una vez que se han logrado ciertos avances en el trabajo mágico del adepto. La idea de "convertirse en un dios" se interpreta como la obtención de un estado en que el iniciado ha transformado su vida de una en que reacciona ante situaciones externas, a otra en que puede ejercer su propia voluntad creadora.
El sistema es una extracción de cuatro tradiciones: la cábala goética, la runosofía odínica, el tantra vamachara y la alquimia tifoniana. Técnicas que originalmente no forman parte de estas tradiciones, como la proyección astral y los sueños lúcidos, también se incluyen en el material de estudio de Dragon Rouge.
El sistema iniciático de Dragon Rouge es llamado "draconiano", que significa "severo" o "estricto". Consiste de 11 grados nombrados como las qlifot.
- 0 Miembro de Dragon Rouge. Donde el no iniciado comienza. Este no es un grado propiamente dentro de la estructura iniciática, y representa solamente la membresía a la orden.

- 1 Lilith 1.0° La puerta a lo desconocido: los miembros estudian la filosofía básica de la orden.
- 2 Gamaliel 2.0° Los sueños oscuros: Los miembros estudian sus sueños para lograr el sueño lúcido. Magia astral y brujería. Los misterios de la luna oscura. La diosa oscura.

Ordo Draconis Minor
- 3 Samael 3.0° La filosofía del sendero de la mano izquierda. Trabajos con magia yazidi y el lado oscuro de los chakras
- 4 A'arab Zaraq 4.0° El lado oscuro de Venus. Misticismo erótico y el control de las pasiones.

El Abismo Menor Se prohíbe la co-membresía con otras órdenes mágicas después de aquí.
Ordo Draconis Major
- 5 Tagirion 5.0° La iluminación del lado oscuro. El sol negro. La unión del dios y la bestia.
- 6 Golajab 6.0° Ragnarok. La activación de Surt / Sorath. El magnetismo de la lujuria y el sufrimiento.
- 7 Gha'agsheblah 7.0° Los niveles más altos de eroto-misticismo. Preparativos para el cruce del Abismo.

El Abismo Mayor
- 8 Satariel 8.0° La apertura del ojo de Shiva / Odín / Lucifer. El principio de Drakon.
- 9 Ghagiel 9.0° La iluminación de la estrella de Lucifer.
- 10 Taumiel 10.0° El cumplimiento de la promesa dada por la serpiente. (Divinidad)

Adamas Ater
- 11 Taumiel 11.0° El agujero negro. El paso a la nueva creación. Universo B.

### Logias
- Logia Sinistra - Malmö, Suecia.
- Logia Sothis - Nápoles, Italia.
- Logia Atlantis - Uppsala, Suecia.
- Logia Chimera - Gotemburgo, Suecia.
- Logia Typhon - Atenas, Grecia.

- Datos: Q3491849